# Talbotiella eketensis
Talbotiella eketensis là một loài rau đậu thuộc họ Fabaceae.
Loài này chỉ có ở Nigeria.
Chúng hiện đang bị đe dọa vì mất nơi sống.